# Aenictocoris
Aenictocoris is een geslacht van wantsen uit de familie van de Aenictopecheidae. Het geslacht werd voor het eerst wetenschappelijk beschreven door Woodward in 1956.

## Soorten
Het genus is monotypisch en bevat alleen de volgende soort:

- Aenictocoris powelli Woodward, 1956